# 李廷祐
李廷祐（韓語：이정우，1984年12月13日—），韓國男子乒乓球运动员。

## 簡歷
2010年11月，李廷祐代表韓國出戰廣州亞運會，參加乒乓球比賽的男子雙打（夥拍：吳尚垠）、混合雙打（夥拍：石賀淨）及團體項目，在奪得團體銀牌。在2014年亞洲運動會上，他以日式直拍戰勝台灣選手江宏傑。